# Uduka
Uduka ist ein Verwaltungsbezirk (englisch Ward) des Distrikts Nzega (DC) in der tansanischen Region Tabora.

## Geografie
Uduka ist ein ländlicher Bezirk im westlichen Teil des zentralen Hochlands von Tansania, etwa 30 Kilometer Luftlinie westlich der Distrikthauptstadt Nzega. Bei der Volkszählung 2022 lebten 5403 Menschen in 1101 Haushalten auf einer Fläche von 61 Quadratkilometern.
Der Bezirk grenzt an acht Bezirke des Distrikts Nzega (DC):
| Ikindwa         | Mwamala                                     | Kasela   |
| Kahama Nhalanga | Kompassrose, die auf Nachbargemeinden zeigt | Itobo    |
| Mogwa           | Bukene                                      | Isagenhe |

## Gliederung
Der Bezirk besteht aus drei Gemeinden (swahili Mtaa) mit 17 Orten (Kitongoji):
| Kabanga - Kabanga - Iguku - Masindi A - Masindi B - Kishili - Kisambi - Kabanga Magharibi - Bulyantaya | Uduka - Uduka - Itanana - Imalakadoke - Imalanholo - Selemi - Ugela | Usongwanhala - Usongwanhala - Kazima - Kili |

## Wirtschaft und Infrastruktur
- Bildung: Die Kili Secondary School ist eine staatliche weiterführende Schule. Sie bildet Tages- und Internatsschüler bis zur 6. Stufe aus.[8]
- Bodenschätze: Im Bezirk wurde ein Diamantenvorkommen entdeckt.[9]